# Чаньиру, Уро-Нимини
Уро́-Нимини́ Чаньиру́ (фр. Ouro-Nimini Tchagnirou; 31 декабря 1977, Ломе, Того) — тоголезский футболист, вратарь.

## Биография

### Клубная карьера
С 2001 года по 2002 год выступал за тоголезскую команду «Семасси». После выступал в Мали за клуб «Серкль Олимпик». В 2005 году защищал цвета команды «Стад Мальен». После играл за клуб «Джолиба». С 2007 по 2010 годы выступает за команду «Стад Мальен».

### Карьера в сборной
В сборной Того дебютировал 20 августа 2000 года в матче против Сьерра-Леоне. Попал в заявку на участие в Кубке африканских наций 2002 в Мали, но на турнире не сыграл. На Кубке африканских наций 2006 в Египте Чаньиру сыграл 1 матч против Анголы (3:2), он пропустил два гола от Флавиу и один от Муленесы. По итогам турнира Того заняло последнее 4 место в группе и проиграло все 3 встречи.
На чемпионат мира 2006 в Германии Уро-Нимини поехал как запасной вратарь. На турнире он не сыграл, команда по итогам соревнования заняла последнее место в группе.
В 2007 году сыграл свой последний матч за национальную сборную Того.